# Elles Dambrink
Elles Dambrink (* 22. Juni 2003 in Ouderkerk) ist eine niederländische Volleyballspielerin.

## Karriere
Dambrink spielte von 2019 bis 2021 bei Laudame Financials VCN. Mit den niederländischen U20-Juniorinnen nahm sie an der Weltmeisterschaft teil. Mit der A-Nationalmannschaft erreichte die Diagonalangreiferin bei der Europameisterschaft 2021 den vierten Platz. In der Saison 2021/22 war sie beim niederländischen Team 22 Arnhem aktiv. Mit den Niederlanden spielte sie 2022 zuerst in der Nations League und dann bei der Weltmeisterschaft, bei der das Team in der zweiten Gruppenphase ausschied.
Nach einer sportlichen Pause wechselte Dambrink Anfang 2023 zum deutschen Bundesligisten SSC Palmberg Schwerin. Im Februar 2023 gewann sie mit dem Verein den DVV-Pokal 2022/23. In den Bundesliga-Playoffs kam sie mit Schwerin ins Halbfinale. In der Saison 2023/24 schieden die Schwerinerinnen im Pokal-Viertelfinale aus, wurden aber anschließend deutscher Vizemeister. Bei den Olympischen Spielen 2024 schied die Diagonalangreiferin mit den Niederlanden nach der Vorrunde aus. Auch 2024/25 spielt Dambrink für Schwerin.